# Saint-Pierre-Laval
Saint-Pierre-Laval és un municipi francès, situat al departament de l'Alier i a la regió d'Alvèrnia-Roine-Alps. L'any 2007 tenia 368 habitants.

## Demografia

### Població
El 2007 la població de fet de Saint-Pierre-Laval era de 368 persones. Hi havia 152 famílies de les quals 44 eren unipersonals (28 homes vivint sols i 16 dones vivint soles), 56 parelles sense fills, 40 parelles amb fills i 12 famílies monoparentals amb fills.
La població ha evolucionat segons el següent gràfic:
Habitants censats

### Habitatges
El 2007 hi havia 222 habitatges, 162 eren l'habitatge principal de la família, 26 eren segones residències i 34 estaven desocupats. 211 eren cases i 10 eren apartaments. Dels 162 habitatges principals, 122 estaven ocupats pels seus propietaris, 38 estaven llogats i ocupats pels llogaters i 2 estaven cedits a títol gratuït; 2 tenien una cambra, 5 en tenien dues, 32 en tenien tres, 49 en tenien quatre i 74 en tenien cinc o més. 108 habitatges disposaven pel capbaix d'una plaça de pàrquing. A 73 habitatges hi havia un automòbil i a 68 n'hi havia dos o més.

### Piràmide de població
La piràmide de població per edats i sexe el 2009 era:
| Homes | Edats   | Dones |
| ----- | ------- | ----- |
| 0     | 95 o +  | 0     |
| 0     | 90 a 94 | 0     |
| 4     | 85 a 89 | 16    |
| 8     | 80 a 84 | 4     |
| 12    | 75 a 79 | 12    |
| 4     | 70 a 74 | 4     |
| 20    | 65 a 69 | 20    |
| 8     | 60 a 64 | 12    |
| 12    | 55 a 59 | 8     |
| 4     | 50 a 54 | 12    |
| 28    | 45 a 49 | 16    |
| 12    | 40 a 44 | 28    |
| 4     | 35 a 39 | 0     |
| 4     | 30 a 34 | 8     |
| 12    | 25 a 29 | 4     |
| 16    | 20 a 24 | 4     |
| 24    | 15 a 19 | 8     |
| 12    | 10 a 14 | 4     |
| 8     | 5 a 9   | 12    |
| 8     | 0 a 4   | 0     |

## Economia
El 2007 la població en edat de treballar era de 220 persones, 150 eren actives i 70 eren inactives. De les 150 persones actives 133 estaven ocupades (72 homes i 61 dones) i 17 estaven aturades (6 homes i 11 dones). De les 70 persones inactives 27 estaven jubilades, 20 estaven estudiant i 23 estaven classificades com a «altres inactius».

### Ingressos
El 2009 a Saint-Pierre-Laval hi havia 162 unitats fiscals que integraven 377 persones, la mediana anual d'ingressos fiscals per persona era de 14.122 €.

### Activitats econòmiques
Dels 14 establiments que hi havia el 2007, 1 era d'una empresa alimentària, 1 d'una empresa de fabricació d'altres productes industrials, 2 d'empreses de construcció, 3 d'empreses de comerç i reparació d'automòbils, 1 d'una empresa de transport, 1 d'una empresa d'hostatgeria i restauració, 2 d'empreses de serveis i 3 d'entitats de l'administració pública.
Dels 2 establiments de servei als particulars que hi havia el 2009, 1 era una lampisteria i 1 electricista.
L'any 2000 a Saint-Pierre-Laval hi havia 22 explotacions agrícoles que ocupaven un total de 1.470 hectàrees.

## Poblacions més properes
El següent diagrama mostra les poblacions més properes.